# Luciano González Rizzoni
Luciano Daniel González Rizzoni (La Rioja, 10 de abril de 1997) es un jugador argentino de rugby, especializado en rugby 7, que se desempeña como wing. Iniciado en el Club Social de La Rioja de su ciudad natal, formó parte de la Selección de rugby 7 que ganó la medalla de bronce en los Juegos Olímpicos de Tokio 2020. Integró también la Selección argentina de rugby 7 que participó en los Juegos Panamericanos de 2019 y obtuvo la medalla de oro.

## Carrera deportiva
Luciano González Rizzoni nació en La Rioja en 1997. Comenzó a jugar al rugby a los 4 años, en el Club Social de La Rioja, donde su padre entrenaba el equipo conocido como el «Rojo de La Quebrada». En su adolescencia su familia se mudó a Villa General Belgrano, en la provincia de Córdoba, donde con otros jóvenes de dicha ciudad formó un equipo sub-14 y sub-15, llamado Los Carpinteros de Villa General Belgrano.
En 2015, a los 17 años, sin dejar de vivir en Villa General Belgrano, comenzó a viajar tres días a la semana a la ciudad de Córdoba, a 140 kilómetros de su hogar, para entrenar y jugar en el Club La Tablada, donde también jugaba Gastón Revol. En 2017, a los 20 años, fue convocado para integrar la Selección de rugby 7 de Argentina, debutando en los torneos de Wellington-Sídney del Circuito Mundial de Seven. Simultáneamente trabajaba como empleado de su padre, realizando el delivery del negocio. En 2019 integró la selección argentina de rugby 7 que compitió en los Juegos Panamericanos y obtuvo la primera medalla de oro en la disciplina.
El 28 de julio obtuvo la medalla de bronce en los Juegos Olímpicos de Tokio 2020 tras vencer a Gran Bretaña 17-12.

## Clubes
| Club                                      | País      | Tipo    |
| ----------------------------------------- | --------- | ------- |
| Los Carpinteros de Villa General Belgrano | Argentina | Amateur |
| Club La Tablada                           | Argentina | Amateur |
| Club Social                               | Argentina | Amateur |

## Palmarés
- Medalla de oro en los Juegos Panamericanos de 2019[7]

- Medalla de bronce en los Juegos Olímpicos de Tokio 2020[8]